# Greenbrier (Arkansas)
Greenbrier es una ciudad en el condado de Faulkner, Arkansas, Estados Unidos. Para el censo de 2000 la población era de 3.042 habitantes. Es parte del área metropolitana de Little Rock-North Little Rock-Conway.

## Geografía
Greenbrier se localiza a 35°13′46″N 92°23′21″O / 35.22944, -92.38917. De acuerdo a la Oficina del Censo de los Estados Unidos, la ciudad tiene un área total de 20,1 km², de los cuales el 100% es tierra.

## Demografía
Para el censo de 2000, había 3.042 personas, 1.137 hogares y 892 familias en la ciudad. La densidad de población era 151,3 hab/km². Había 1.247 viviendas para una densidad promedio de 62,1 por kilómetro cuadrado. De la población 97,37% eran blancos, 0,59% afroamericanos, 0,46% amerindios, 0,07% asiáticos, 0,36% de otras razas y 1,15% de dos o más razas. 0,99% de la población eran hispanos o latinos de cualquier raza.
Se contaron 1.137 hogares, de los cuales 42,5% tenían niños menores de 18 años, 61,7% eran parejas casadas viviendo juntos, 13,2% tenían una mujer como cabeza del hogar sin marido presente y 21,5% eran hogares no familiares. 19,1% de los hogares eran un solo miembro y 7,0% tenían alguien mayor de 65 años viviendo solo. La cantidad de miembros promedio por hogar era de 2,68 y el tamaño promedio de familia era de 3,06.
En la ciudad la población está distribuida en 30,3% menores de 18 años, 9,1% entre 18 y 24, 31,9% entre 25 y 44, 18,9% entre 45 y 64 y 9,8% tenían 65 o más años. La edad media fue 32 años. Por cada 100 mujeres había 92,3 varones. Por cada 100 mujeres mayores de 18 años había 86,6 varones.
El ingreso medio para un hogar en la ciudad fue de $37.351 y el ingreso medio para una familia $43.125. Los hombres tuvieron un ingreso promedio de $28.699 contra $24.630 de las mujeres. El ingreso per cápita de la ciudad fue de $17.950. Cerca de 7,2% de las familias y 9,1% de la población estaban por debajo de la línea de pobreza, 11,0% de los cuales eran menores de 18 años y 10,5% mayores de 65.